# 増井金典
増井 金典（ますい かねのり　1928年11月10日 - ）は、日本の国語学者。滋賀県甲賀市出身、大津市在住。立命館大学大学院修士課程修了。幼少期より言葉に関心を持ち、ある時、自分の名前の由来（「金」は父親の名前から、「典」は出生日が昭和天皇即位の御大典だったことから）を知って一層関心を高めた。滋賀県内の中学校・高等学校の国語教師を経て、1987年より滋賀女子短期大学（現滋賀短期大学）で語源や滋賀県内の方言の研究に努める。現在滋賀短期大学名誉教授。2000年には方言研究で滋賀県文化功労賞を受賞した。

## 著作
- 『滋賀県 地名 姓氏 語源辞典』滋賀女子短期大学、1994年。
- 『滋賀県方言 語彙・用例辞典』サンライズ出版、2000年。
- 『語源を楽しむ』ベストセラーズ、2004年。
- 『笑われる日本語』ベストセラーズ、2005年。
- 『誰も知らない語源の話』ベストセラーズ、2009年。
- 『日本語源広辞典』ミネルヴァ書房、2010年。